# Johan Georg Frederik Colding
Johan Georg Frederik Colding (født 9. januar 1833 i København, død 19. februar 1907 sammesteds) var en dansk officer og politiker, far til Aage Colding.

## Militær karriere
Hans forældre var kemiker og farveribestyrer Christian Ludvig Colding og hustru Johanne født Suckow. Colding besøgte Landkadetakademiet 1850-51, blev sekondløjtnant sidstnævnte år og gik 1857-63 på Den kongelige militære Højskole, hvor han gennemgik generalstabsafdelingen. Han blev premierløjtnant 1864, og under krigen samme år deltog han i Dybbøls forsvar. 1870 kom han som kaptajn til 14. bataljon i Aarhus; men allerede 1874 blev han forsat til København, hvor han til 1878 gjorde tjeneste dels ved Generalstaben, dels i Krigsministeriet. 1878-82 var han stabschef ved 2. Sjællandske Brigade. 1882 blev han udnævnt til oberstløjtnant og chef for 29. bataljon i Viborg, og 1886 kom Colding på ny til København, nu som chef for 17. bataljon. Her virkede han til 1892, da han som oberst og chef for 7. regiment kom til Fredericia. Han afgik fra Hæren 1898.
Colding blev Ridder af Dannebrogordenen 1864, Dannebrogsmand 1887, Kommandør af Dannebrog 1894 og ved sin afgang 1898 Kommandør af 1. grad af Dannebrog.

## Politikeren
Colding var også politisk vakt, og under sin tid i Aarhus var han medlem af byrådet fra 6. januar 1873 til 10. december 1874. Han var Brolægningsudvalgets formand 1873-74 og medlem af Udvalget for vejvæsenet 1873-74. Ved sin afgang sagde Colding ifølge Aarhuus Stiftstidendes referat med at sige, at "han troede sig overbevist om at have gjort sit bedste til Gavn for Forhandlingerne. Var han ved enkelte Sager dreven frem til en noget stærk Varme i sine Ytringer, turde han sige, at denne varme skyldtes Sagen og aldrig personlige Hensyn".
Da Lyngbykredsen ved kammerherre Carl von Rosens død blev ledig, stillede Colding op til Folketinget 1892 og blev valgt for Højre. Både ved suppleringsvalget og ved det ordinære valg tre måneder senere var den socialdemokratiske malermester Jens Jensen hans modkandidat. Ved valget 1895, hvor Frederik Borgbjerg var opstillet, manglede denne kun 200 stemmer i at besejre Colding. I 1898 overtog proprietær Emil Piper Coldings mandat på tinge. Colding var især optaget af forsvarssagen og var en ihærdig fortaler for Københavns Befæstning.
Om kampen med Borgbjerg skrev Dagens Nyheder i sin nekrolog: "Oberst Colding havde som Modstander Cand. Borgbjerg, der var ny mand i Socialdemokratiets Rækker, og som førte Agitationen med megen Skarphed. Som en maaske noget for stærk Modsætning hertil virkede Georg Coldings elskværdige Godmodighed".

## Ægteskaber
Colding blev gift 1. gang med Johanne Marie Larsen (26. april 1826 i København -25. oktober 1899 i København). Gift 2. gang med Kirstine Elise Dorthea Hansen (7. september 1855 i Vejle - ?), datter af daglejer Jørgen Hansen og hustru Johanne Henriette Pedersen. 
Han er fotograferet af Jens Petersen & Søn og Christian Neuhaus (Det Kongelige Bibliotek).